# Esther (film, 2009)
Pour l’article homonyme, voir Esther (film).
Série Esther
Esther 2 : Les Origines
(2022)
Pour plus de détails, voir Fiche technique et Distribution.
Esther ou L'Orpheline au Québec (Orphan) est un thriller américano-canado-germano-français réalisé par Jaume Collet-Serra, sorti en 2009.
Après avoir perdu Jessica, l'enfant qu'elle portait, Kate décide, avec son mari John, d'adopter une fillette de neuf ans, prénommée Esther. Mais les parents vont vite découvrir que la jeune fille cache de lourds et sombres secrets.

## Synopsis
Après avoir perdu son enfant à l'accouchement, Kate, hantée par d'horribles cauchemars, décide avec John, son mari, d'adopter une fille. Le couple, déjà parent de deux enfants, se sent vite attiré par une petite fille de neuf ans, prénommée Esther, et décide de l'adopter.
Le temps passe et Kate se rend compte qu'Esther est loin d'être une enfant ordinaire. En effet, elle fait tomber du toboggan une camarade de sa nouvelle école, qui prenait un malin plaisir à la ridiculiser pour certaines de ses manières démodées. La petite victime a la cheville fracturée. La sœur d'Esther, Max, une enfant atteinte de surdité, est témoin de l'accident mais ne dénonce pas Esther, malgré les doutes persistants de la mère.
Les événements étranges se succèdent : d'abord, Esther semble bien plus intelligente que les enfants de son âge et n'hésite pas à le faire savoir à sa mère adoptive.
Inquiets, Kate et John se renseignent auprès du personnel de l’orphelinat, qui finit par leur apprendre qu'il y a effectivement des choses qui ne vont pas chez Esther. De nombreux accidents se sont produits dans les anciens instituts que la petite fille avait fréquentés : une fillette surprise en train de voler de la nourriture, ou encore un garçonnet qui se transperce la mâchoire avec une paire de ciseaux. Sans que l'on sache pourquoi, Esther se trouvait toujours à proximité, explique une des sœurs qui l'avait en charge à la maman adoptive.
Esther surprend malheureusement la conversation avec cette religieuse et la tue froidement à coups de marteau. Max est encore une fois témoin de la scène, et Esther lui demande de l'aider à cacher le corps. Afin de s'assurer de son silence, elle lui fait remarquer qu'elle est désormais complice de meurtre, et dissimule le marteau dans la cabane de Daniel, le frère de Max. Celui-ci a vu les deux jeunes filles de retour de leur crime, et Esther menace le jeune garçon, qui, apeuré, lui promet de ne rien dire.
Entre-temps, les disputes provoquées par Esther finissent par ronger le couple de Kate et John, ce dernier n'acceptant pas l'idée qu'Esther soit anormale. Kate poursuit ses recherches sur Esther et apprend que l'ancien orphelinat d'Esther est en fait un hôpital psychiatrique estonien. Kate envoie donc sa photo pour confirmer.
Max se confie finalement à Daniel, qui veut récupérer les preuves du crime. Esther le surprend et tente de le tuer en l'enfermant dans la cabane et en y mettant le feu. Daniel échappe à la mort une première fois, puis une seconde fois à l'hôpital lorsque Esther, en visite avec sa famille, tente de l'étouffer discrètement avec un oreiller. Max parvient à signaler l’arrêt cardiaque de Daniel et les médecins réussissent à le réanimer. Après avoir frappé violemment Esther quand elle suppose qu'elle a essayé de tuer Daniel, Kate est contrainte par les médecins de rester à l’hôpital en détention provisoire. Un certain Docteur Varava la rappelle peu après et lui apprend qu'Esther s'appelle en réalité Leena Klammer, et qu'elle souffre d'un dérèglement hormonal très rare, le panhypopituitarisme, une forme de nanisme, qui lui donne l'apparence d'une fillette de neuf ans, alors qu'elle en a en réalité trente-trois. Par ailleurs, Esther est une femme très perturbée par son handicap, fugitive et meurtrière de surcroît d'une famille de sept personnes après que le père a refusé ses avances, avant de mettre le feu à leur demeure. Kate prévient alors la police et tente aussi de joindre son mari, en vain.
Pendant ce temps, au domicile conjugal, Esther qui a repris une apparence de femme, fait des avances à John mais celui-ci, à demi ivre et surtout à bout de nerfs, la repousse. Folle de rage, Esther tue John avec un couteau avant de s'en prendre à Max. Kate arrive à temps et désarme Esther qui s'est également emparée d'un revolver, avant de l'assommer. Kate et Max s'enfuient à proximité d'un lac gelé, mais Esther, qui a repris connaissance, attaque Kate et atterrit sur la glace avec cette dernière. Max, restée sur la berge, s'empare alors du revolver qui était tombé et, tentant d'atteindre Esther, tire sur la glace qui se fissure. Kate et Esther tombent dans l'eau glacée. Kate réussit à remonter par le trou dans la glace mais Esther s'agrippe à sa jambe et la supplie de ne pas la laisser mourir en l'appelant "Maman". Kate lui rétorque alors qu'elle n'est pas "sa putain de mère" avant de lui briser la nuque d'un coup de pied et de la voir enfin sombrer dans l'eau glacée. Kate rejoint sa fille Max sur la rive, toutes deux saines et sauves.
Fin alternative
Kate réussit à assommer Esther et s'enfuit avec Max, mais au lieu de les poursuivre sur le lac gelé, Esther retourne dans sa chambre, s'habille de nouveau comme une petite fille de neuf ans, et est récupérée par la police arrivée sur les lieux, qui ne soupçonne pas la vérité.

## Fiche technique
- Titre original : Orphan
- Titre français : Esther
- Titre québécois : L'Orpheline
- Réalisation : Jaume Collet-Serra
- Scénario : David Leslie Johnson, d’après l’histoire d’Alex Mace
- Décors : Tom Meyer
- Costumes: Antoinette Messam
- Photographie : Jeff Cutter
- Montage : Timothy Alverson
- Musique : John Ottman
- Production : Joel Silver, Susan Downey, Leonardo DiCaprio et Jennifer Davisson Killoran
- Sociétés de production : Dark Castle Entertainment, Appian Way Productions, Studio Babelberg Motion Pictures et Studiocanal
- Société de distribution : Warner Bros. Pictures, Kinowelt Filmverleih
- Pays de production :  États-Unis,  Canada,  Allemagne,  France
- Langue originale : anglais
- Genre : thriller, horreur
- Durée : 123 minutes
- Dates de sortie :
  - États-Unis : 21 juillet 2009 (Westwood (Californie)) (première) ; 24 juillet 2009 (sortie nationale)
  - Canada : 22 juillet 2009 (FanTasia) ; 24 juillet 2009 (sortie nationale)
  - Allemagne : 24 août 2009 (Hamburg Fantasy Filmfest) ; 22 octobre 2009 (sortie nationale)
  - France : 15 septembre 2009 (Festival européen du film fantastique de Strasbourg) ; 30 décembre 2009 (sortie nationale)
  - Belgique : 15 avril 2010 (Festival international du film fantastique de Bruxelles)
- Classification :
  - France : film interdit aux moins de 12 ans lors de sa sortie, puis aux moins de 16 ans lors des diffusions télévisées.

## Distribution

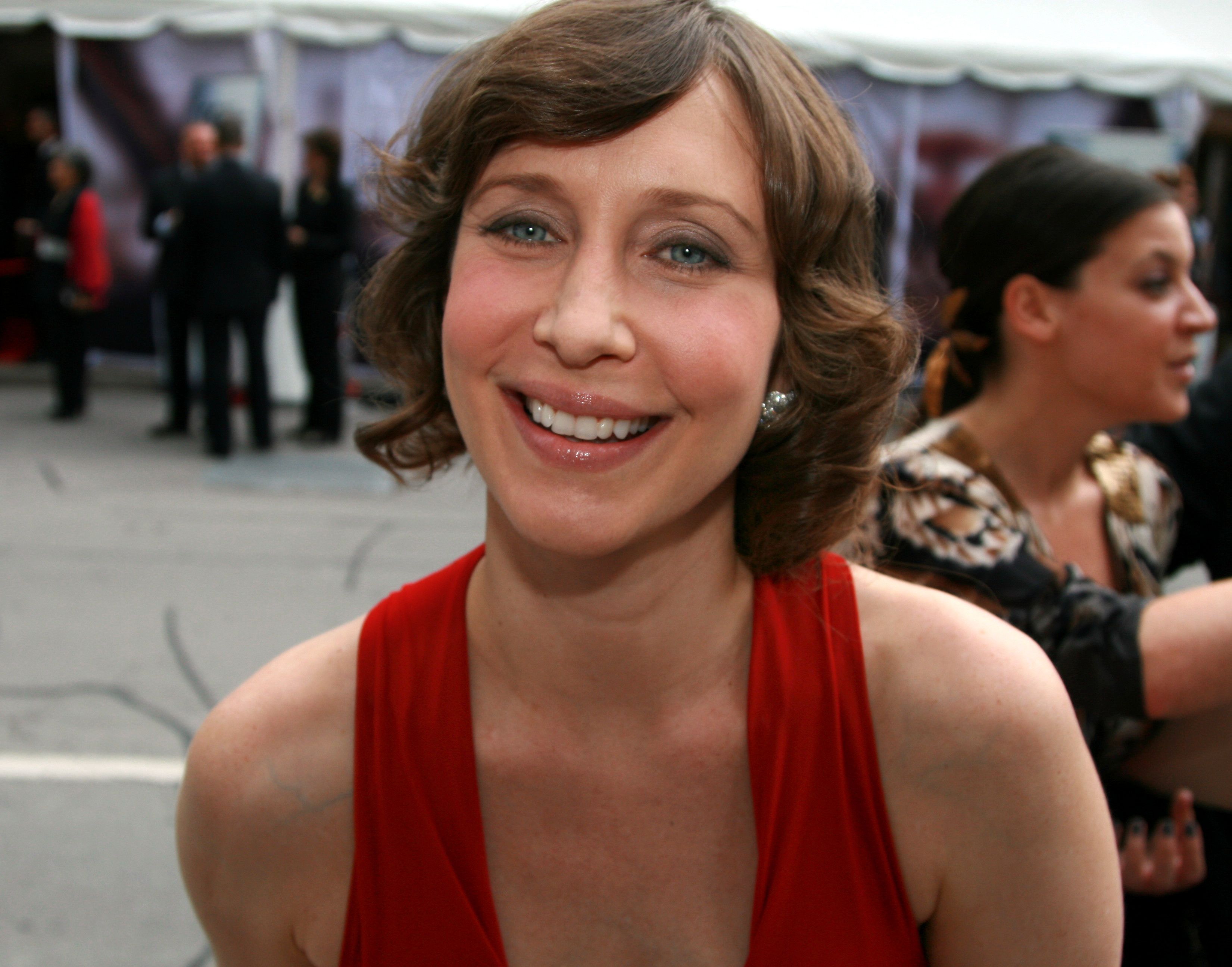
L'actrice principale Vera Farmiga, l'année de sortie du film.

- Vera Farmiga (VF : Ivana Coppola ; VQ : Valérie Gagné) : Katherine « Kate » Coleman
- Peter Sarsgaard (VF : Alexis Victor ; VQ : Antoine Durand) : John Coleman
- Isabelle Fuhrman (VF : Émilie Rault ; VQ : Juliette Mondoux) : Esther Coleman-Albright / Leena Klammer
- Jimmy Bennett (VF : Gabriel Bismuth-Bienaimé ; VQ : Samuel Jacques) : Danny Coleman
- CCH Pounder (VF : Michèle Bardollet ; VQ : Madeleine Arsenault) : sœur Abigail
- Margo Martindale (VF : Marion Game ; VQ : Isabelle Miquelon) : Dr Alice Browning
- Karel Roden (VF : Igor de Savitch ; VQ : Denis Roy) : Dr Varava
- Aryana Engineer : Maxine « Max » Coleman
- Rosemary Dunsmore (VF : Monique Nevers ; VQ : Chantal Baril) : grand-mère Barbara Coleman
- Genelle Williams (VF : Agathe Schumacher ; VQ : Émilie Bibeau) : sœur Judith
- Jamie Young (VF : Kelly Morgane ; VQ : Javotte O'Konole) : Brenda Fox
- Lorry Ayers (VF : Elèna Hédin ; VQ : Ariane-Li Simard-Côté) : Joyce Williams
- Leni Parker (VF : Clara Laurent ; VQ : Yvette Chou-lie) : une infirmière

Version française réalisée par Cinéphase ; direction artistique : Marie-Laure Beneston ; adaptation des dialogues : Marion Bessay ; enregistrement et mixage : Fred Le Grand
Version québécoise réalisée par Technicolor Services Thomson ; direction artistique : Daniel Vincent ; adaptation des dialogues : Daniel Vincent
 Source et légende : version française (VF) sur RS Doublage
 Source et légende : version québécoise (VQ) sur Doublage.qc.ca

## Production

### Tournage
Le tournage a lieu au Canada, dans les villes de Toronto, Port Hope et Montréal.

## Accueil

### Box office
Aux États-Unis, le film se place no 4 du classement pour son premier week-end de sortie, faisant un total de 12 770 000 $, derrière Mission-G, Harry Potter et le Prince de sang-mêlé et L'Abominable Vérité. En fin d'exploitation, le film a rapporté 78 337 373 $ au total.
| Pays ou région    | Box-office      | Date d'arrêt du box-office | Nombre de semaines |
| ----------------- | --------------- | -------------------------- | ------------------ |
| États-Unis Canada | 41 596 251 $    | 8 octobre 2009             | 11                 |
| France            | 638 919 entrées | 8 janvier 2010             | 7                  |
| Monde             | 76 699 632 $    | 31 janvier 2010            | 27                 |

Dès le 27 octobre 2009, le film est commercialisé en DVD et Blu-ray aux États-Unis par Warner Home Video, le 27 novembre 2009 au Royaume-Uni par Studiocanal UK et le 5 mai 2010 en France.

## Autour du film
- L'histoire est basée sur des faits réels : l'Affaire de Kuřim, une affaire judiciaire tchèque, qui débute en 2007, relatant les troubles psychologiques de Barbora Škrlová, une trentenaire. Elle s’est fait passer pour « Anna », une jeune fille abandonnée de treize ans — également appelée par le diminutif « Anička » par la presse tchèque, avant d’être adoptée par Klára Mauerová. En 2008, elle est retrouvée en Norvège sous l'identité d'un garçon de treize ans « Adam »[7],[8].
- En 2010, une histoire similaire s'est reproduite aux États-Unis : Kristine et Michael Barnett, un couple originaire de l'Indiana, adoptent Natalia, une petite Ukrainienne de huit ans. Ils l'accusent d'avoir tenté de les tuer, en appelant à des médecins qui confirment alors qu'en réalité, elle en aurait vingt-deux[9]. Des documents dévoilés plus tard montrent qu'elle avait bien huit ans[3].
- Dans le scénario, le personnage d'Esther était décrit comme une petite fille blonde, au teint clair et délicat. Cependant, l'actrice Isabelle Fuhrman, qui est tout l'inverse de la description, a tellement impressionné le réalisateur qu'elle a quand même obtenu le rôle.
- L'action du film était censée se dérouler en automne, mais d'importantes chutes de neige à Toronto, qui est le lieu de tournage, ont contraint le scénariste à changer la saison de l'histoire. Ce changement a finalement mené le scénariste à supprimer une scène qui devait se dérouler au moment d'Halloween.
- La Warner a dû intervenir pour récupérer la bande-annonce et supprimer la réplique « Il doit être dur d'aimer un enfant adopté comme le sien », à la suite des plaintes déposées par des parents adoptifs. Cependant, la réplique n'aura pas été supprimée dans le film.
- Le film a été tourné entre décembre 2007 et mars 2008, mais certaines scènes ont dû être retournées à la mi-février 2009.
- À plusieurs reprises, Esther chantonne la chanson The Glory of Love, écrite par Billy Hill et chantée par Benny Goodman en 1936. La chanson est également utilisée dans le générique de fin, dans la version interprétée par Jimmy Durante.
- En 2014, la série française Profilage reprendra en grande partie un scénario identique, basé sur l'idée d'une femme criminelle atteinte d'une maladie semblable à celle d'Esther, lui donnant l'apparence d'une très jeune fille ("Poupée russe", saison 5, épisode 2).